# Mirra
|  | Aquest article tracta sobre l'espècie d'arbre. Si cerqueu la substància, vegeu «Mirra (goma resina)». |

|  | Per a altres significats, vegeu «Mirra (filla de Cínires)». |

La mirra (Commiphora myrrha) és una planta amb flor de la família de les burseràcies Se n'extreu el material del mateix nom, que és una goma resinosa aromàtica de color gris groguenc i gust amargant. És emprada com a estimulant tòpic de la boca i per a emplastres en la medicina tradicional.
La paraula "mirra" prové de l'arameu ܡܪܝܪܐ (mrira), que significa ‘amarg’. La Bíblia esmenta la mirra en el llibre de l'Èxode com el més exquisit producte aromàtic que formava part de la composició dels sants olis que es feien servir en les cerimònies d'ungir els sacerdots i els reis. Era també un dels productes principals que es feien servir en l'antiguitat per a embalsamar els morts. També es cremava als temples i els palaus dels prínceps per produir fum aromàtic.
L'evangeli de Mateu esmenta que els savis vinguts d'Orient oferiren mirra al nen Jesús junt amb or i encens com a regal honorífic.
Hi ha altres espècies d'arbres que serien possibles fonts de mirra, com la Commiphora gileadensis o mirra de la Meca, que creix a la zona de Palestina, i altres espècies del gènere Commiphora (syn. Balsamodendron), com l'arbre espinós d'Aràbia i Etiòpia anomenat bissabol (Commiphora kataf).